# Vénérand
Vénérand est une commune du sud-ouest de la France, située dans le département de la Charente-Maritime (région Nouvelle-Aquitaine). Ses habitants sont appelés les  Vénérandais  et les  Vénérandaises.

## Géographie

### Localisation
La commune de Vénérand se situe dans le centre du département de la Charente-Maritime, en région Nouvelle-Aquitaine, dans l'ancienne province de Saintonge. Appartenant au midi de la France — on parle plus précisément de « midi atlantique », au cœur de l'arc atlantique, elle peut être rattachée à deux grands ensembles géographiques, le Grand Ouest français et le Grand Sud-Ouest français.
Vénérand est située à quelques kilomètres de Saintes (10 km environ) en direction de Niort, Juste après Fontcouverte et un peu avant Saint-Jean-d'Angély.

### Communes limitrophes
Les communes limitrophes sont  Fontcouverte, La Chapelle-des-Pots, Le Douhet, Saint-Césaire et Écoyeux.

### Diversité paysagère
Le territoire de la commune présente un taux de boisement de 51 %, principalement des feuillus.
4 espèces d'orchidées ont été répertoriées sur le territoire. Parmi celles-ci, on peut notamment citer : l'Ophrys araignée (Ophrys aranifera) et l'Orchis mâle (Orchis mascula).
3 espèces de plantes messicoles ont été répertoriées dans la commune : la Pensée des champs (Viola arvensis Murray), le Souci des champs (Calendula arvensis L.) et l'Alchémille des champs (Aphanes arvensis L.).

### Hydrographie
Peu de mares sur le territoire (21 recensées). Vénérand appartient au bassin hydrographique de la Charente.

## Urbanisme

### Typologie
Au 1er janvier 2024, Vénérand est catégorisée commune rurale à habitat dispersé, selon la nouvelle grille communale de densité à 7 niveaux définie par l'Insee en 2022.
Elle est située hors unité urbaine. Par ailleurs la commune fait partie de l'aire d'attraction de Saintes, dont elle est une commune de la couronne,. Cette aire, qui regroupe 62 communes, est catégorisée dans les aires de 50 000 à moins de 200 000 habitants,.

### Occupation des sols
L'occupation des sols de la commune, telle qu'elle ressort de la base de données européenne d’occupation biophysique des sols Corine Land Cover (CLC), est marquée par l'importance des forêts et milieux semi-naturels (50,2 % en 2018), en augmentation par rapport à 1990 (49,2 %). La répartition détaillée en 2018 est la suivante : 
forêts (47,6 %), zones agricoles hétérogènes (34,1 %), cultures permanentes (9,1 %), zones urbanisées (4,1 %), milieux à végétation arbustive et/ou herbacée (2,6 %), terres arables (2,5 %). L'évolution de l’occupation des sols de la commune et de ses infrastructures peut être observée sur les différentes représentations cartographiques du territoire : la carte de Cassini (XVIIIe siècle), la carte d'état-major (1820-1866) et les cartes ou photos aériennes de l'IGN pour la période actuelle (1950 à aujourd'hui).

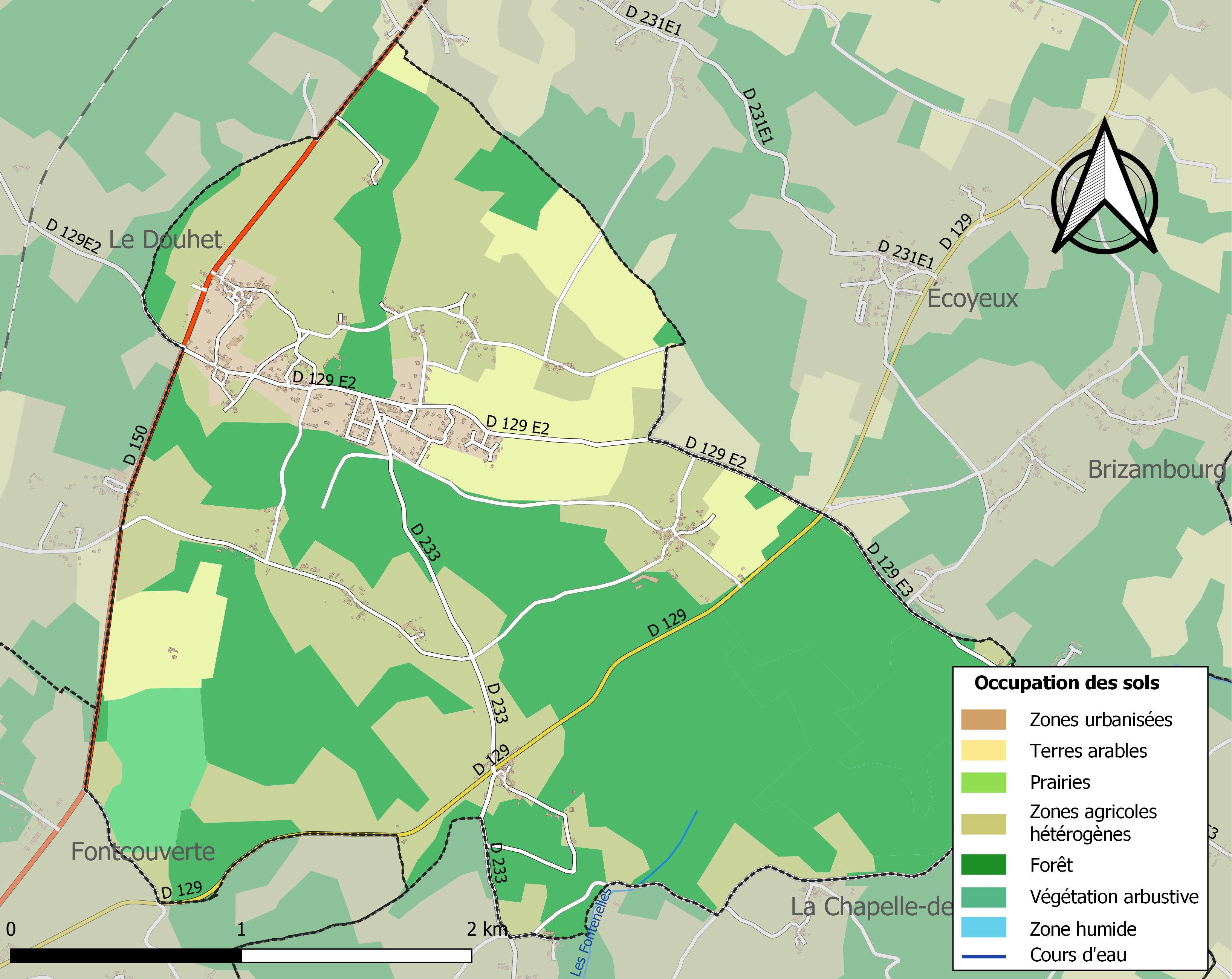
Carte des infrastructures et de l'occupation des sols de la commune en 2018 (CLC).

### Risques majeurs
Le territoire de la commune de Vénérand est vulnérable à différents aléas naturels : météorologiques (tempête, orage, neige, grand froid, canicule ou sécheresse), mouvements de terrains et séisme (sismicité modérée). Il est également exposé à un risque technologique,  le transport de matières dangereuses. Un site publié par le BRGM permet d'évaluer simplement et rapidement les risques d'un bien localisé soit par son adresse soit par le numéro de sa parcelle.

#### Risques naturels

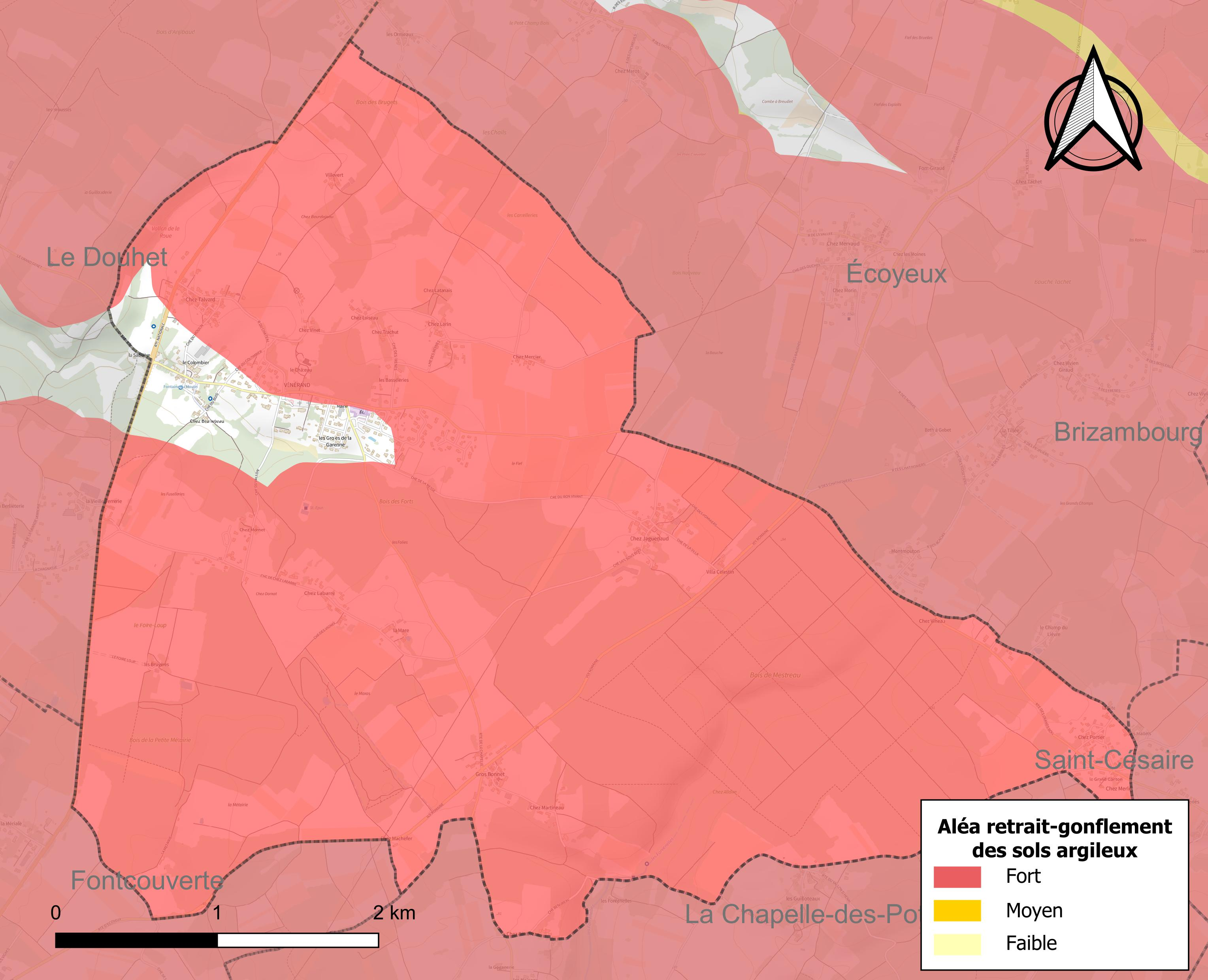
Carte des zones d'aléa retrait-gonflement des sols argileux de Vénérand.

Les mouvements de terrains susceptibles de se produire sur la commune sont des affaissements et effondrements liés aux cavités souterraines (hors mines) et des tassements différentiels. Par ailleurs, afin de mieux appréhender le risque d’affaissement de terrain, l'inventaire national des cavités souterraines permet de localiser celles situées sur la commune.
Le retrait-gonflement des sols argileux est susceptible d'engendrer des dommages importants aux bâtiments en cas d’alternance de périodes de sécheresse et de pluie. 95,3 % de la superficie communale est en aléa moyen ou fort (54,2 % au niveau départemental et 48,5 % au niveau national). Sur les 377 bâtiments dénombrés sur la commune en 2019,  278 sont en aléa moyen ou fort, soit 74 %, à comparer aux 57 % au niveau départemental et 54 % au niveau national. Une cartographie de l'exposition du territoire national au retrait gonflement des sols argileux est disponible sur le site du BRGM,.
Par ailleurs, afin de mieux appréhender le risque d’affaissement de terrain, l'inventaire national des cavités souterraines permet de localiser celles situées sur la commune.
La commune a été reconnue en état de catastrophe naturelle au titre des dommages causés par les inondations et coulées de boue survenues en 1982, 1999, 2010 et 2019. Concernant les mouvements de terrains, la commune a été reconnue en état de catastrophe naturelle au titre des dommages causés par la sécheresse en 1989, 1991, 2003, 2005, 2011 et 2018 et par des mouvements de terrain en 1999 et 2010.

#### Risques technologiques
Le risque de transport de matières dangereuses sur la commune est lié à sa traversée par une ou des infrastructures routières ou ferroviaires importantes ou la présence d'une canalisation de transport d'hydrocarbures. Un accident se produisant sur de telles infrastructures est susceptible d’avoir des effets graves sur les biens, les personnes ou l'environnement, selon la nature du matériau transporté. Des dispositions d’urbanisme peuvent être préconisées en conséquence.

## Histoire
L'état des paroisses de 1686 nous donne madame de Jonzac comme dame de cette paroisse de 95 feux dont la terre produit des grains, des fruits et peu de vin.

### Administration municipale

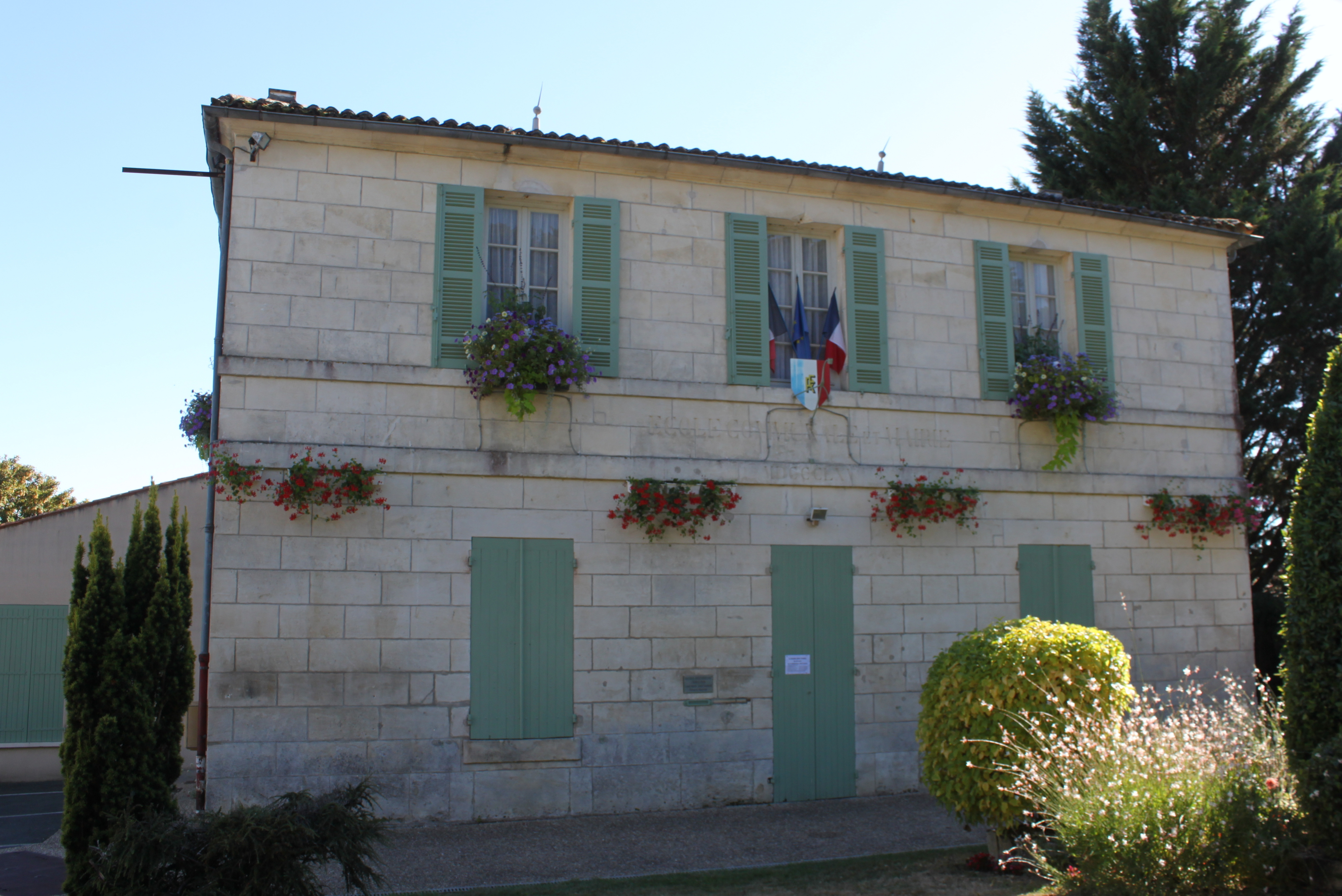
La mairie de Vénérand.

## Politique et administration

### Liste des maires
| Période                                  | Période    | Identité           | Étiquette | Qualité                     |
| ---------------------------------------- | ---------- | ------------------ | --------- | --------------------------- |
| 1971                                     | 2014       | Guy Drouillard     | SE        |                             |
| 2014                                     | "en cours" | Françoise Libourel | SE        | Retraitée Fonction publique |
| Les données manquantes sont à compléter. |            |                    |           |                             |

### Région
À la suite de la réforme administrative de 2014 ramenant le nombre de régions de France métropolitaine de 22 à 13, la commune appartient depuis le 1er janvier 2016 à la région Nouvelle-Aquitaine, dont la capitale est Bordeaux. De 1972 au 31 décembre 2015, elle a appartenu à la région Poitou-Charentes, dont le chef-lieu était Poitiers.

### Politique environnementale
Dans son palmarès 2024, le Conseil national de villes et villages fleuris de France a attribué deux fleurs à la commune.

## Population et société

### Démographie

#### Évolution démographique
L'évolution du nombre d'habitants est connue à travers les recensements de la population effectués dans la commune depuis 1793. Pour les communes de moins de 10 000 habitants, une enquête de recensement portant sur toute la population est réalisée tous les cinq ans, les populations de référence des années intermédiaires étant quant à elles estimées par interpolation ou extrapolation. Pour la commune, le premier recensement exhaustif entrant dans le cadre du nouveau dispositif a été réalisé en 2008.

En 2022, la commune comptait 771 habitants, en évolution de +1,31 % par rapport à 2016 (Charente-Maritime : +4,04 %, France hors Mayotte : +2,11 %).
| 1793 | 1800 | 1806 | 1821 | 1831 | 1836 | 1841 | 1846 | 1851 |
| ---- | ---- | ---- | ---- | ---- | ---- | ---- | ---- | ---- |
| 619  | 582  | 522  | 697  | 728  | 718  | 725  | 708  | 700  |

| 1856 | 1861 | 1866 | 1872 | 1876 | 1881 | 1886 | 1891 | 1896 |
| ---- | ---- | ---- | ---- | ---- | ---- | ---- | ---- | ---- |
| 712  | 724  | 735  | 670  | 656  | 622  | 582  | 517  | 505  |

| 1901 | 1906 | 1911 | 1921 | 1926 | 1931 | 1936 | 1946 | 1954 |
| ---- | ---- | ---- | ---- | ---- | ---- | ---- | ---- | ---- |
| 508  | 591  | 483  | 395  | 390  | 394  | 347  | 374  | 425  |

| 1962 | 1968 | 1975 | 1982 | 1990 | 1999 | 2006 | 2008 | 2013 |
| ---- | ---- | ---- | ---- | ---- | ---- | ---- | ---- | ---- |
| 397  | 377  | 387  | 528  | 538  | 598  | 668  | 688  | 764  |

| 2018 | 2022 | - | - | - | - | - | - | - |
| ---- | ---- | - | - | - | - | - | - | - |
| 762  | 771  | - | - | - | - | - | - | - |

### Manifestations culturelles et festivités
brocante 1er mai,
concerts divers à l'Ogre rouge (l'Ogre rouge a définitivement fermé un peu avant l'épidémie de Covid),
bourse enfance en octobre et mars
expositions diverses à la salle municipale.

## Culture locale et patrimoine

### Lieux et monuments

#### L'Église Sainte-Marie-de-l'Assomption
Église romane datant de la fin du douzième siècle, rénovée en 1993 et en 1996.

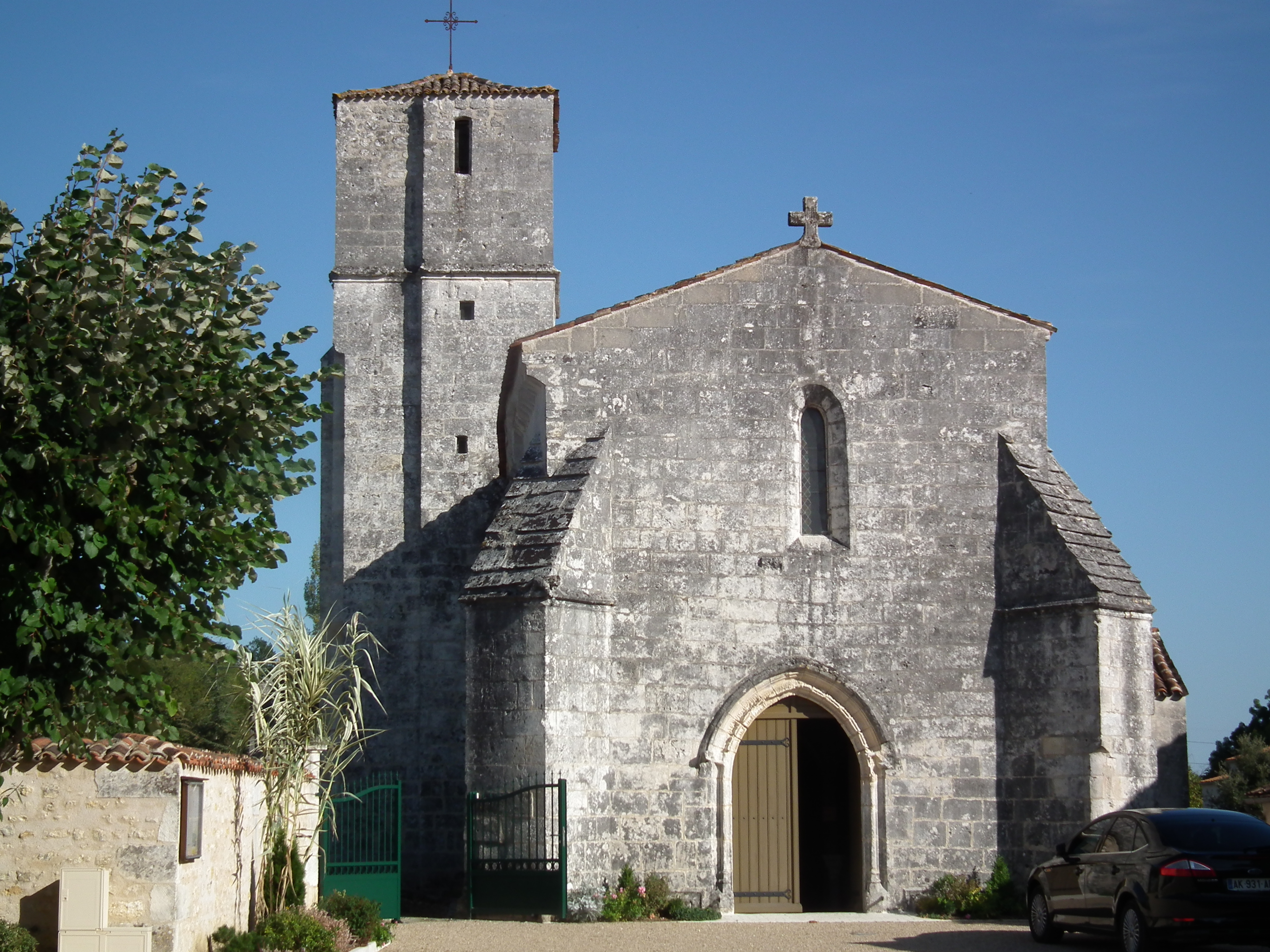
La façade ouest de l'église, reconstruite au quinzième siècle.
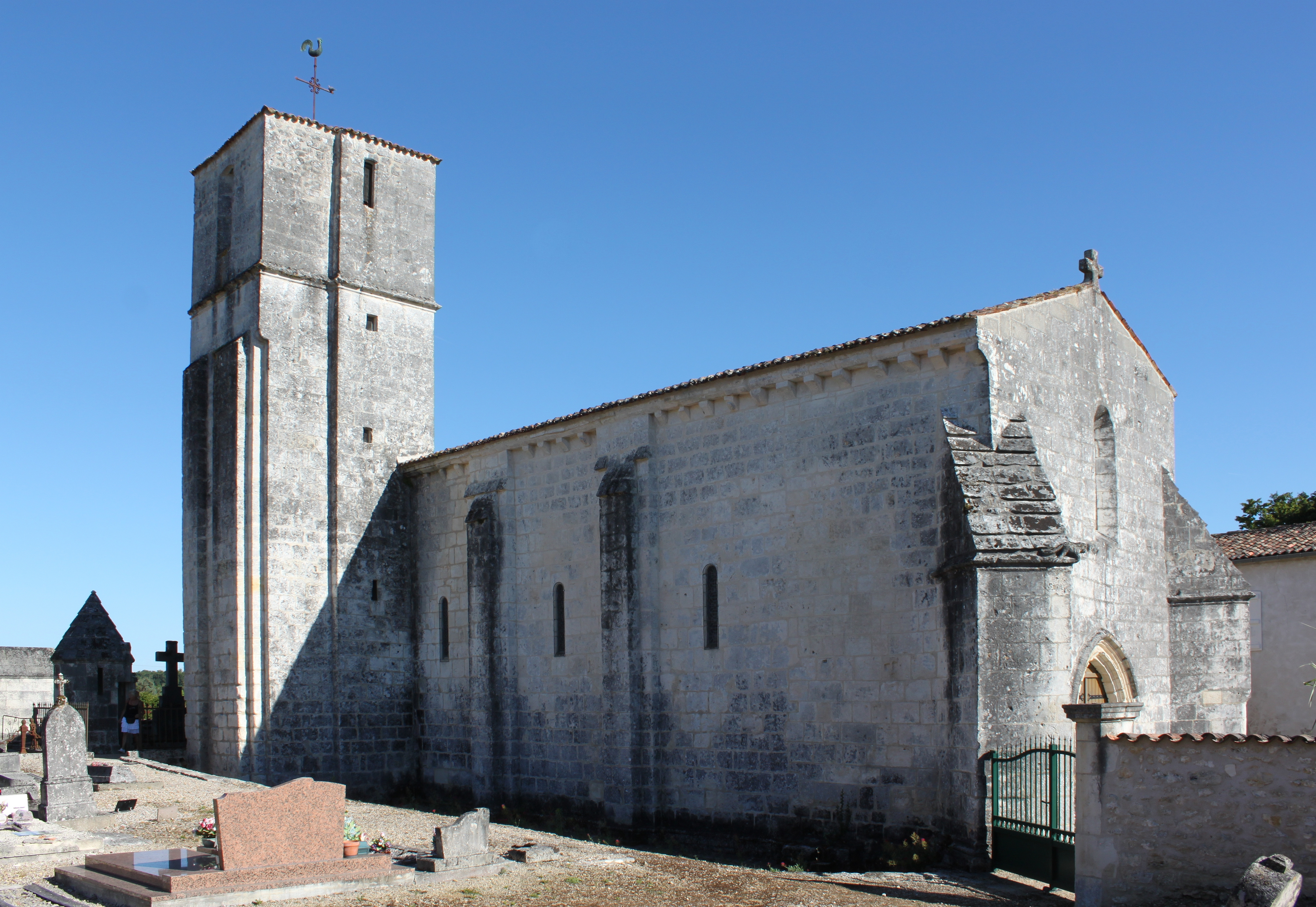
Le clocher et la façade nord.

#### Les Fontaines romaines
Ces fontaines gallo-romaines sont situées en contrebas du bourg. Ce sont des sources alimentant par un embranchement particulier l'aqueduc de Saintes, aqueduc romain passant au Douhet et à Fontcouverte. Cet aqueduc long de 17 km alimentait Mediolanum Santonum (Saintes) et fournissait jusqu'à 12 000 m3 par jour.
Elles sont au nombre de deux :
- La fontaine de la Roche : celle plus en amont des deux, elle est souvent à sec en été. Un lavoir a été aménagé en 1872, à la suite de la fermeture du lavoir du Moulin.

Fontaine de la Roche
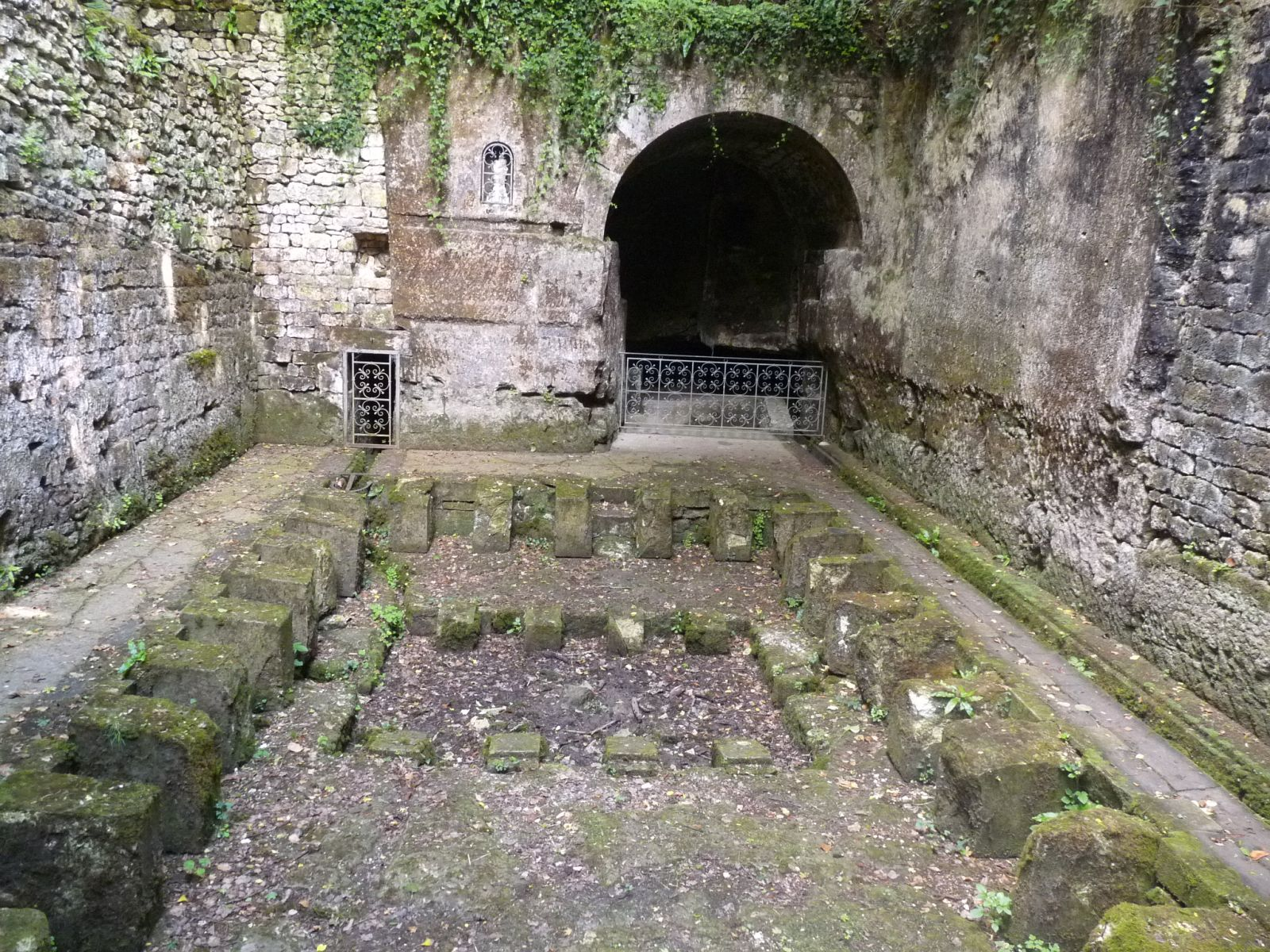
La fontaine et le lavoir.
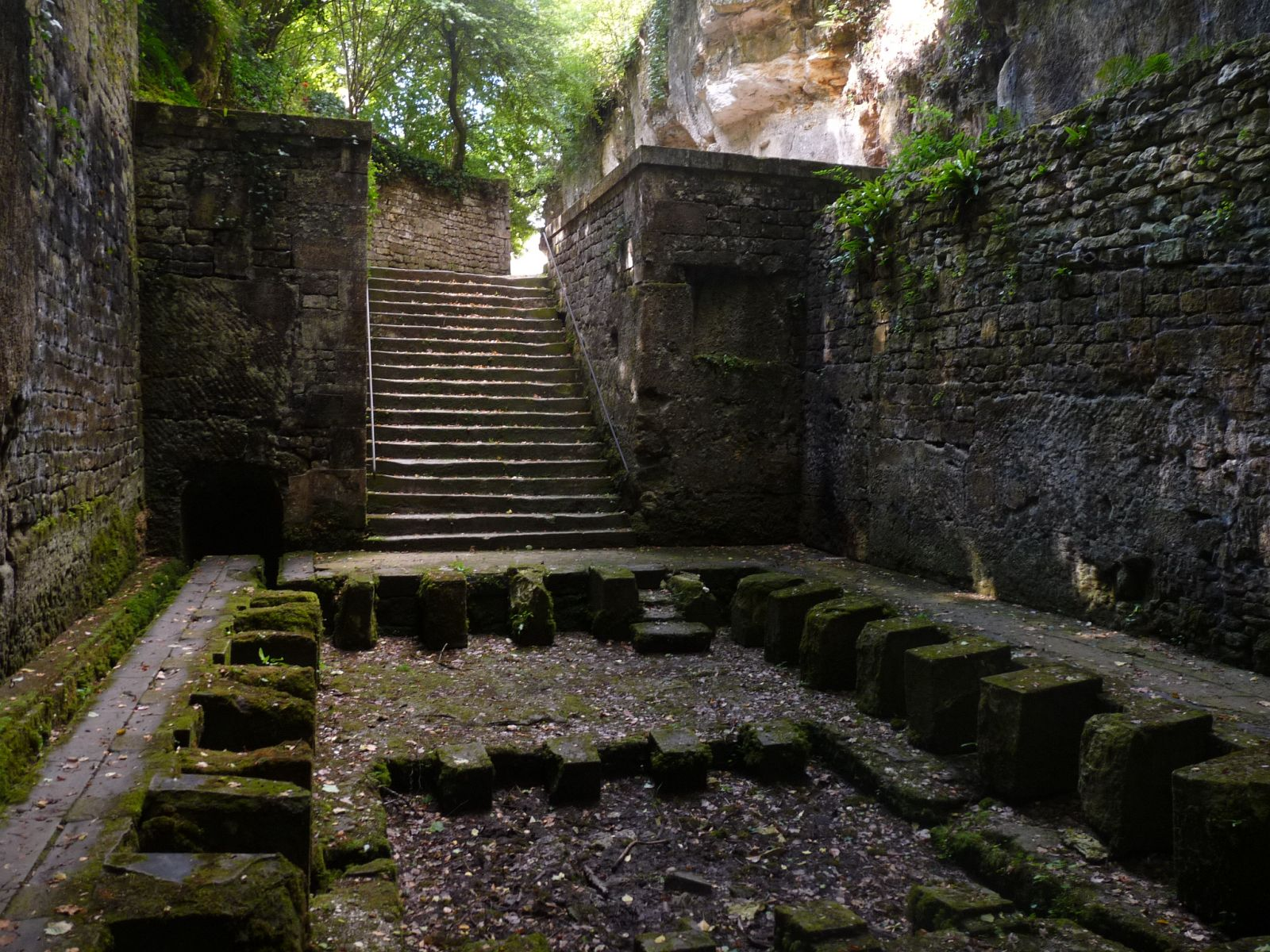
L'escalier d'accès.

- La fontaine du Moulin. C'est la plus spectaculaire. Un ruisseau sort d'une falaise avec grotte aménagée avec un bassin en pierre où Saint-Louis se serait baigné avant la bataille de Taillebourg contre Henri III en 1242. Le ruisseau parcourt à l'air libre une section d'une centaine de mètres avec un lavoir aménagé en 1854, et disparaît dans une cavité exploitée par un ancien moulin à eau construit au XVIIe siècle, où l'eau s'enfonçait dans un aqueduc rejoignant celui du Douhet. Actuellement, l'eau y est déviée pour alimenter une troisième fontaine datant du XXe siècle, celle des Fontenelles.

Fontaine du Moulin
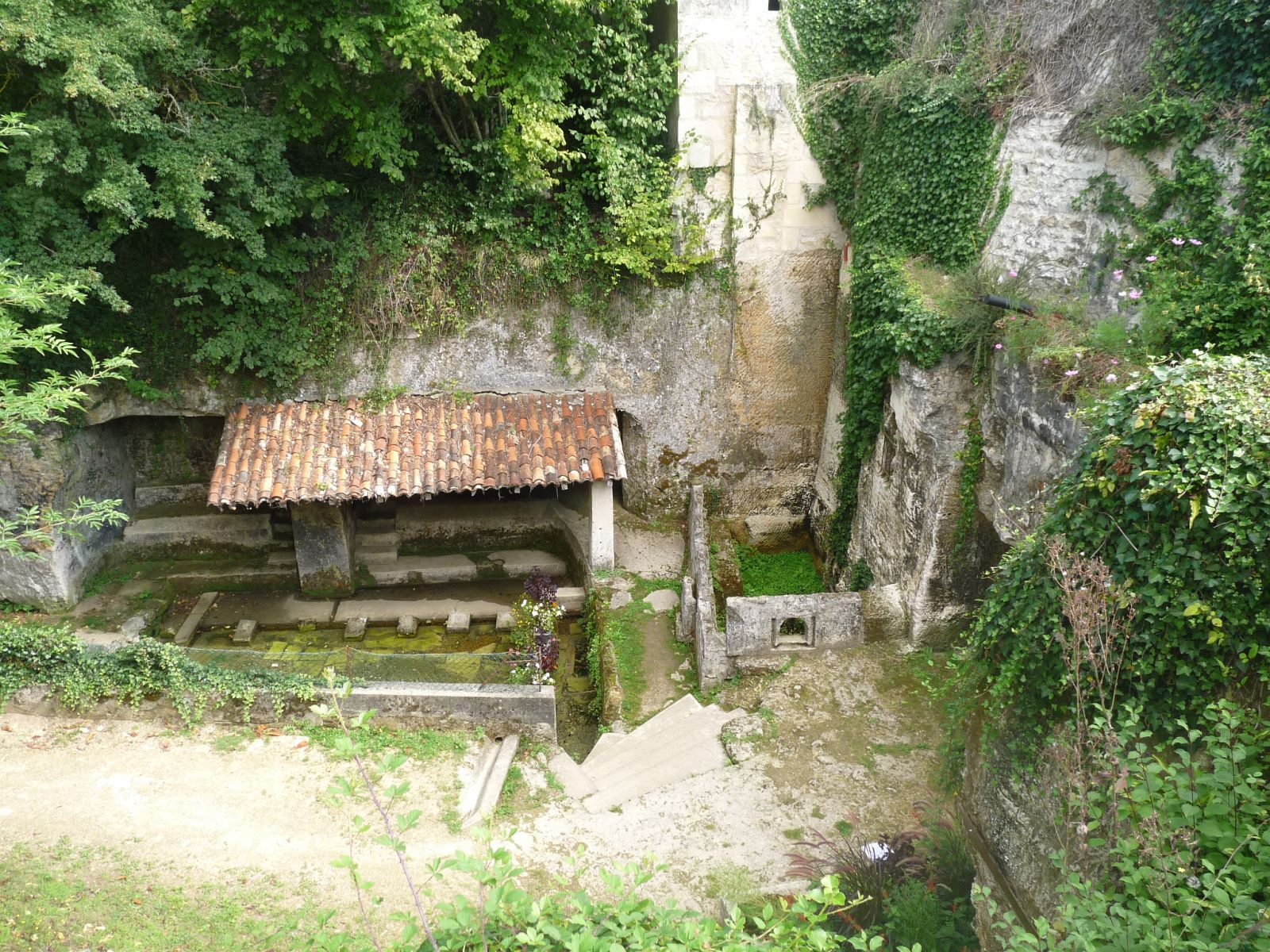
Le site, avec la fontaine et la grotte à droite.
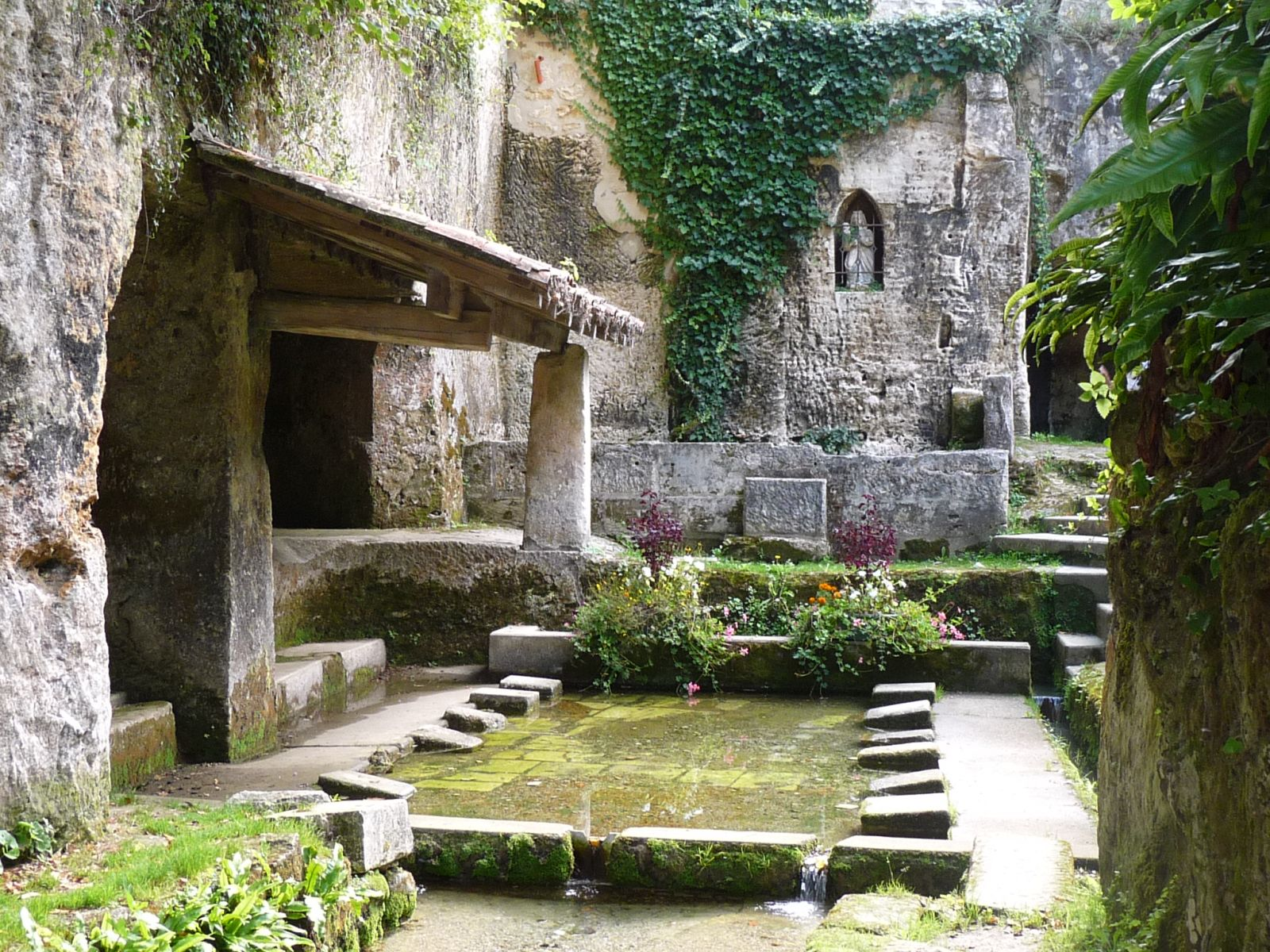
Le lavoir.
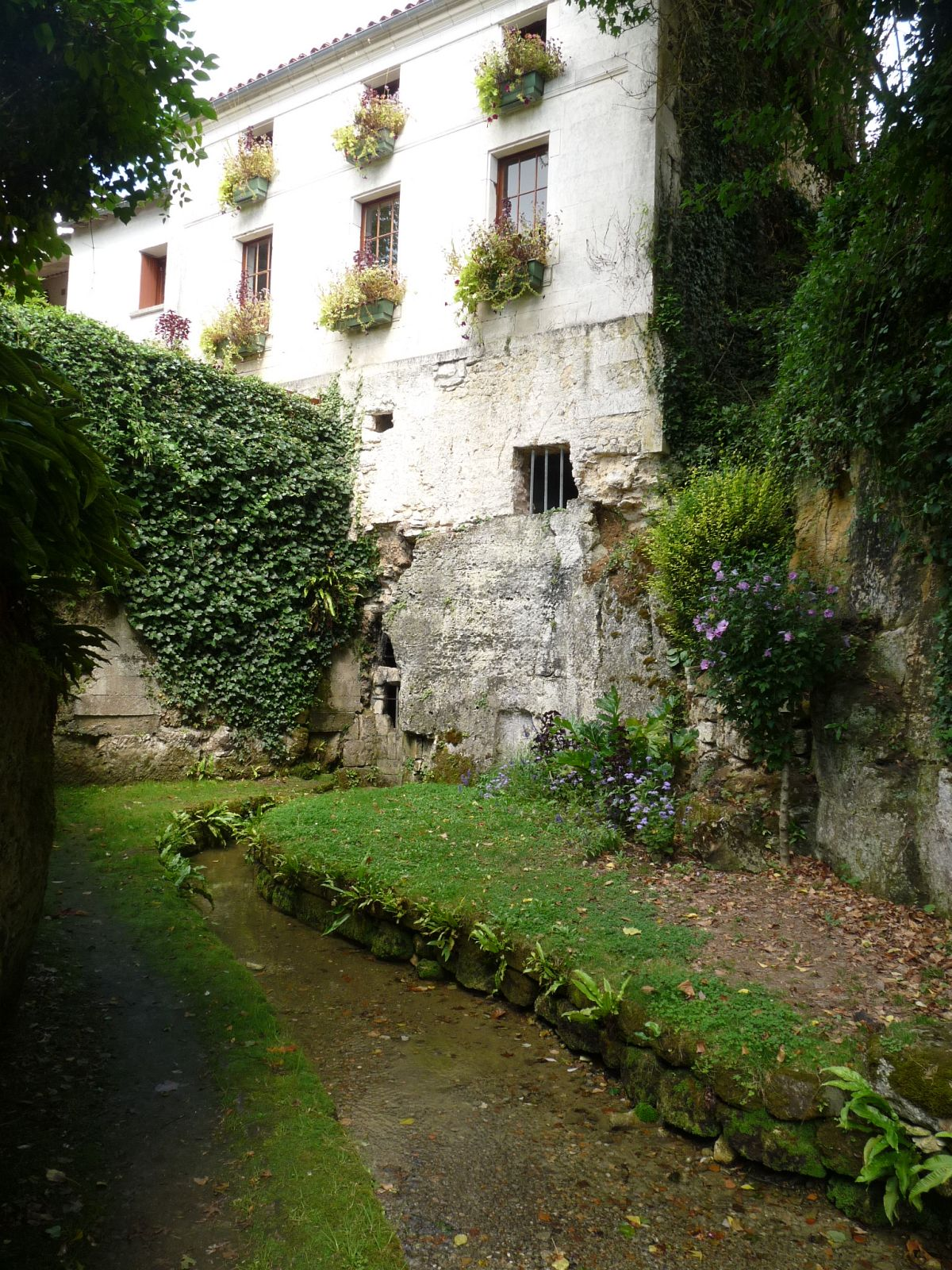
Le moulin.
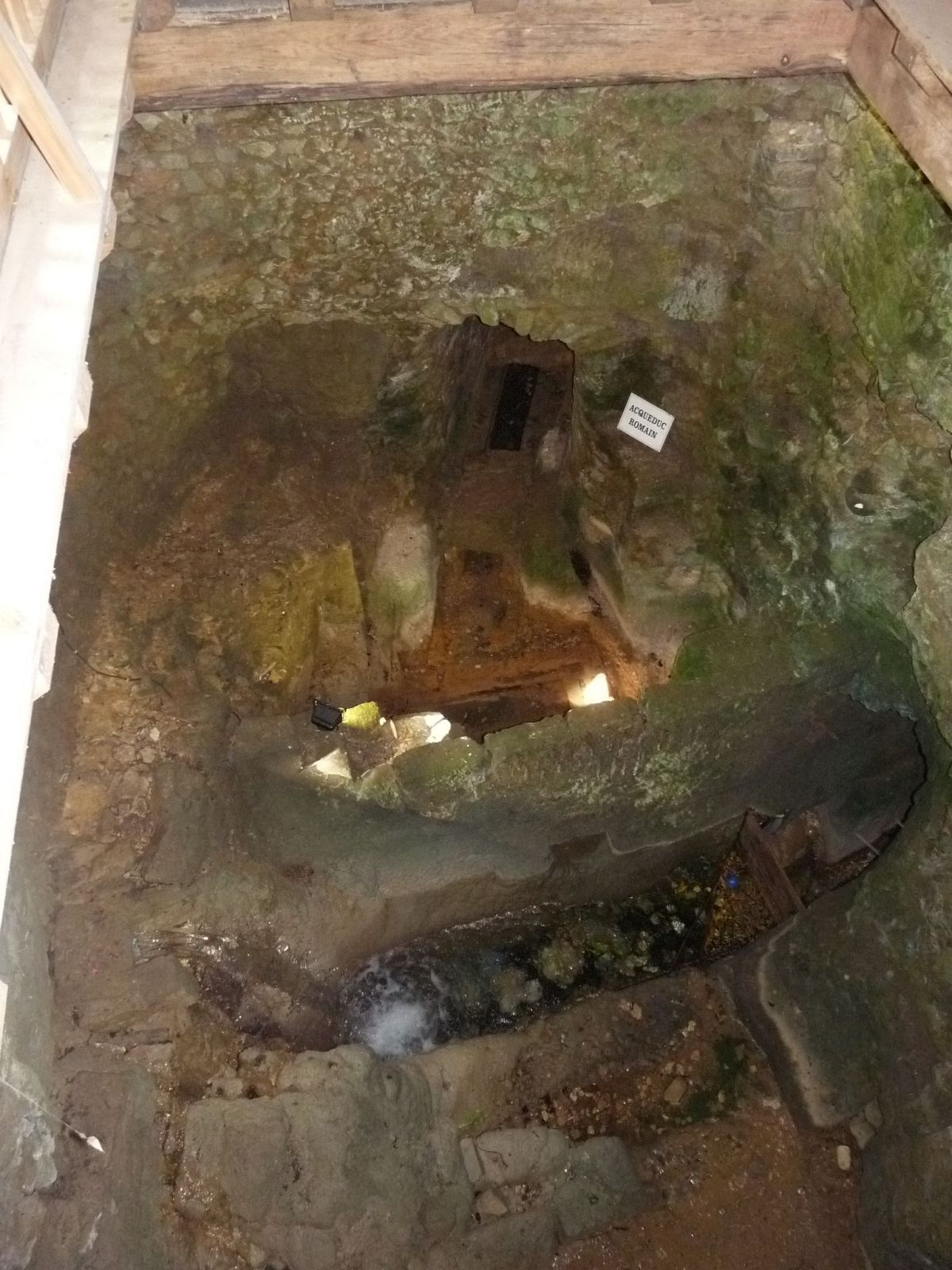
Dans le moulin. L'eau se déverse à gauche et s'enfonçait dans l'aqueduc romain en haut, mais déviée à droite de la photo vers un aqueduc moderne.

Ce site n'est pas classé monument historique.

### Patrimoine naturel
Le GR 4 qui va de Royan à Grasse traverse la commune.

### Héraldique
| Blason | Blasonnement : Parti : au 1er d'azur à la croix hosannière d'argent, aux ondes du même mouvant de la pointe, au 2e de gueules à deux grappes de raisin d'or stylisées de dix grains, 4, 3, 2 et 1, feuillées de sinople et rangées en pal, sur le tout d'argent à l'enclume, à l'équerre brochante et au fil à plomb surbrochant, le tout d'or. |